# Ljutomer
Ljutomer (in tedesco Luttenberg, in prekmúro Lutmerk) è un comune di 11 720 abitanti della Slovenia nord-orientale, a circa 40 km ad est di Maribor nella Stiria slovena, sul confine con la Croazia.
La cittadina di Ljutomer è la capitale della Prekija, la regione vinicola compresa tra i fiumi Drava e Mura, che si estende da Ormož a Lendava: una catena di basse colline tutte coperte da vigneti. Qui sono le sedi delle più importanti aziende vinicole. Il suo ippodromo è famoso perché vi si svolgono le più importanti gare ippiche nazionali. Nel medioevo Ljutomer era un borgo franco, circondato da mura, e anche allora era il centro commerciale della zona per il vino e altri prodotti agricoli. La sua fortuna economica cessò quando la zona venne aggredita, conquistata e perduta varie volte dai Turchi, nei vari tentativi di impossessarsi di queste terre. Le guerre durarono a fasi alterne dal 1479 al 1605, dopo cui imperversarono le scorribande di orde di kruci (Kreutzer), che nel 1704 per l'ultima volta incendiarono la città dopo averla depredata. Qualche anno dopo, alcune spedizioni militari posero fine a questo flagello e la pace ritornò tra i dissestati vigneti. Da allora riprese la produzione vinicola per cui Ljutomer era stata famosa, riacquistando l'antico prestigio. Alcune zone vennero ripopolate da genti provenienti dalle lontane montagne e da famiglie di Uscocchi, noti pirati croati di Segna, allontanati dalle loro sedi nell'ambito di un trattato di pace tra Venezia e Vienna. Ljutomer ebbe un importante ruolo politico nei movimenti della seconda metà del secolo scorso e il 9 agosto del 1868 ospitò il primo tabor sloveno, un grande raduno popolare a livello nazionale. Tuttavia Ljutomer costituì per molto tempo un'isola linguistica tedesca in un'area prettamente slovena. 
Ljutomer è la città natale dell'etnologo Stanko Vraz (1810-1851) e del filologo Franz von Miklosich (1813-1891).